# Porecs (Alsómiholjác)
Porecs (horvátul: Miholjački Poreč) falu Horvátországban, Eszék-Baranya megyében. Közigazgatásilag Alsómiholjáchoz tartozik.

## Fekvése
Eszéktől légvonalban 40, közúton 48 km-re északnyugatra, községközpontjától 7 km-re délre, a Szlavóniai-síkságon, a Karasica jobb partján, az Alsómiholjácról Nekcsére menő út mentén fekszik.

## Története
A falu a 18. század közepén keletkezett, amikor a Karasica menti falvakból katolikus horvátok, majd Boszniából katolikus sokácok vándoroltak be ide. A valpói, később pedig az alsómiholjáci uradalom része lett. Birtokosa a Hilleprand von Prandau család volt. A család maradt a birtokosa egészen 1865-ig, amikor Hilleprand von Prandau Károly gyermektelenül halt meg. Ekkor Gusztáv testvérének lánya Stefánia lett a miholjáci uradalom birtokosa, aki Mailáth György felesége lett. Ezután a Mailáth család birtoka volt 1923-ig, amikor a család itteni birtokait a jugoszláv állam elvette.
Az első katonai felmérés térképén „Porecs” néven található. Lipszky János 1808-ban Budán kiadott repertóriumában „Porecs” néven szerepel. Nagy Lajos 1829-ben kiadott művében „Porecs” néven 30 házzal, 168 katolikus vallású lakossal találjuk.
1857-ben 199, 1910-ben 235 lakosa volt. Verőce vármegye Alsómiholjáci járásához tartozott. Az 1910-es népszámlálás adatai szerint lakosságának 92%-a horvát, 5%-a német, 3%-a magyar anyanyelvű volt. Az első világháború után 1918-ban az új szerb-horvát-szlovén állam, majd később (1929-ben) Jugoszlávia része lett. 1991-ben lakosságának 96%-a horvát nemzetiségű volt. 2011-ben a falunak 183 lakosa volt.

## Lakossága
| Lakosság változása | Lakosság változása | Lakosság változása | Lakosság változása | Lakosság változása | Lakosság változása | Lakosság változása | Lakosság változása | Lakosság változása | Lakosság változása | Lakosság változása | Lakosság változása | Lakosság változása | Lakosság változása | Lakosság változása | Lakosság változása |
| ------------------ | ------------------ | ------------------ | ------------------ | ------------------ | ------------------ | ------------------ | ------------------ | ------------------ | ------------------ | ------------------ | ------------------ | ------------------ | ------------------ | ------------------ | ------------------ |
| 1857               | 1869               | 1880               | 1890               | 1900               | 1910               | 1921               | 1931               | 1948               | 1953               | 1961               | 1971               | 1981               | 1991               | 2001               | 2011               |
| 199                | 208                | 174                | 228                | 220                | 235                | 284                | 272                | 306                | 321                | 294                | 252                | 225                | 215                | 200                | 183                |

## Gazdaság
A lakosság többsége mezőgazdasággal és állattartással foglalkozik. Az utóbbi időben egyre fontosabb a zöldségtermesztés és a virágnevelés is. Mindig fontos bevételi forrás volt a vizekben élő halak, teknősök, kagylók halászata is, melyeket Alsómiholjác, Eszék és Valpó piacain árultak.

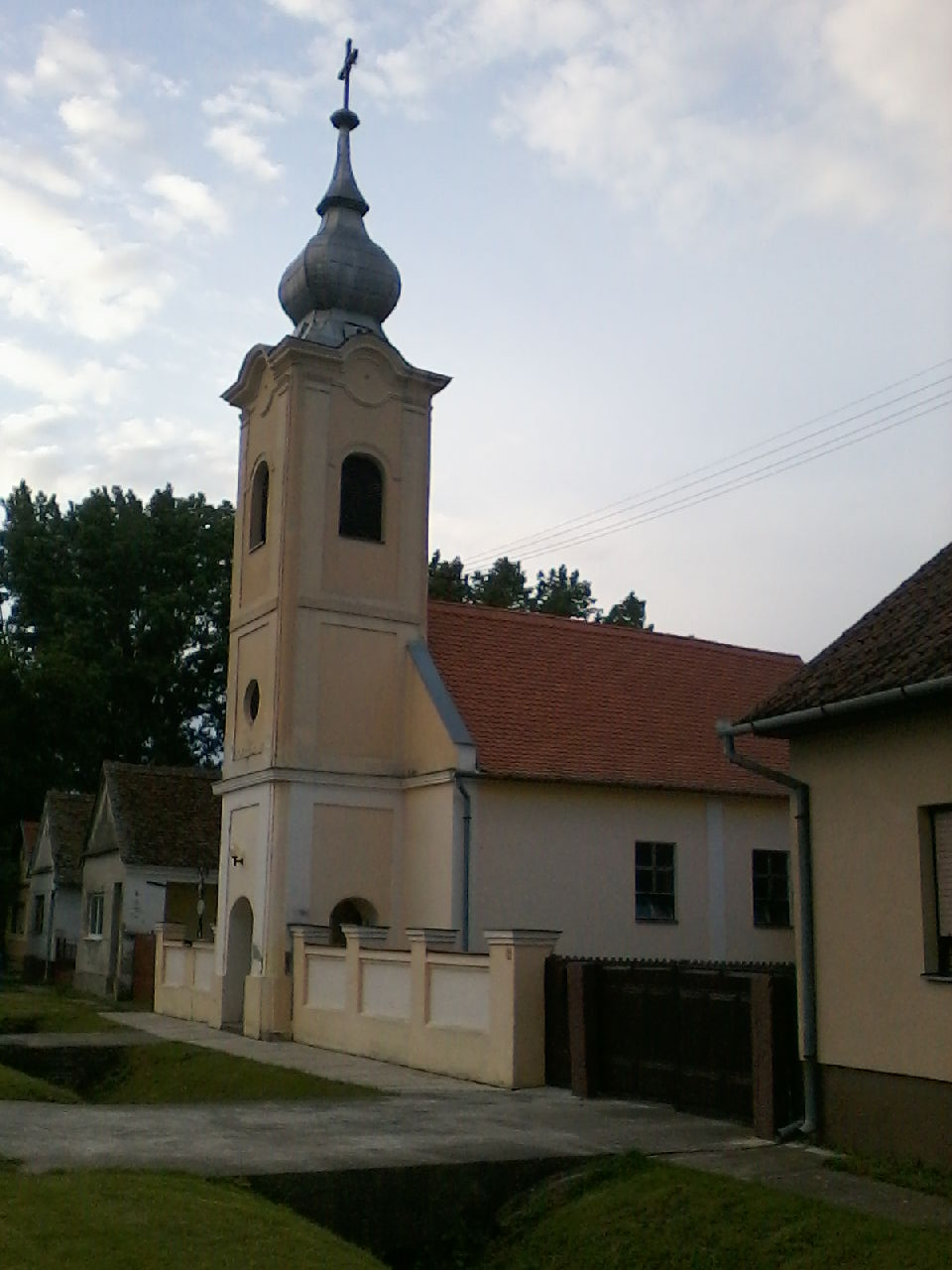
A Mária Magdolna templom

## Nevezetességei
Szent Mária Magdolna tiszteletére szentelt római katolikus temploma a radikovci Szent Anna plébánia filiája.

## Oktatás
A faluban a magadenovaci Matija Gubec általános iskola négyosztályos, alsó tagozatos területi iskolája működik.

## Egyesületek
DVD Miholjački Poreč önkéntes tűzoltó egyesület.